# Sosylus costatus
Sosylus costatus is een keversoort uit de familie knotshoutkevers (Bothrideridae). De wetenschappelijke naam van de soort werd in 1863 gepubliceerd door John Lawrence LeConte.